# Giandomenico Mazzolo

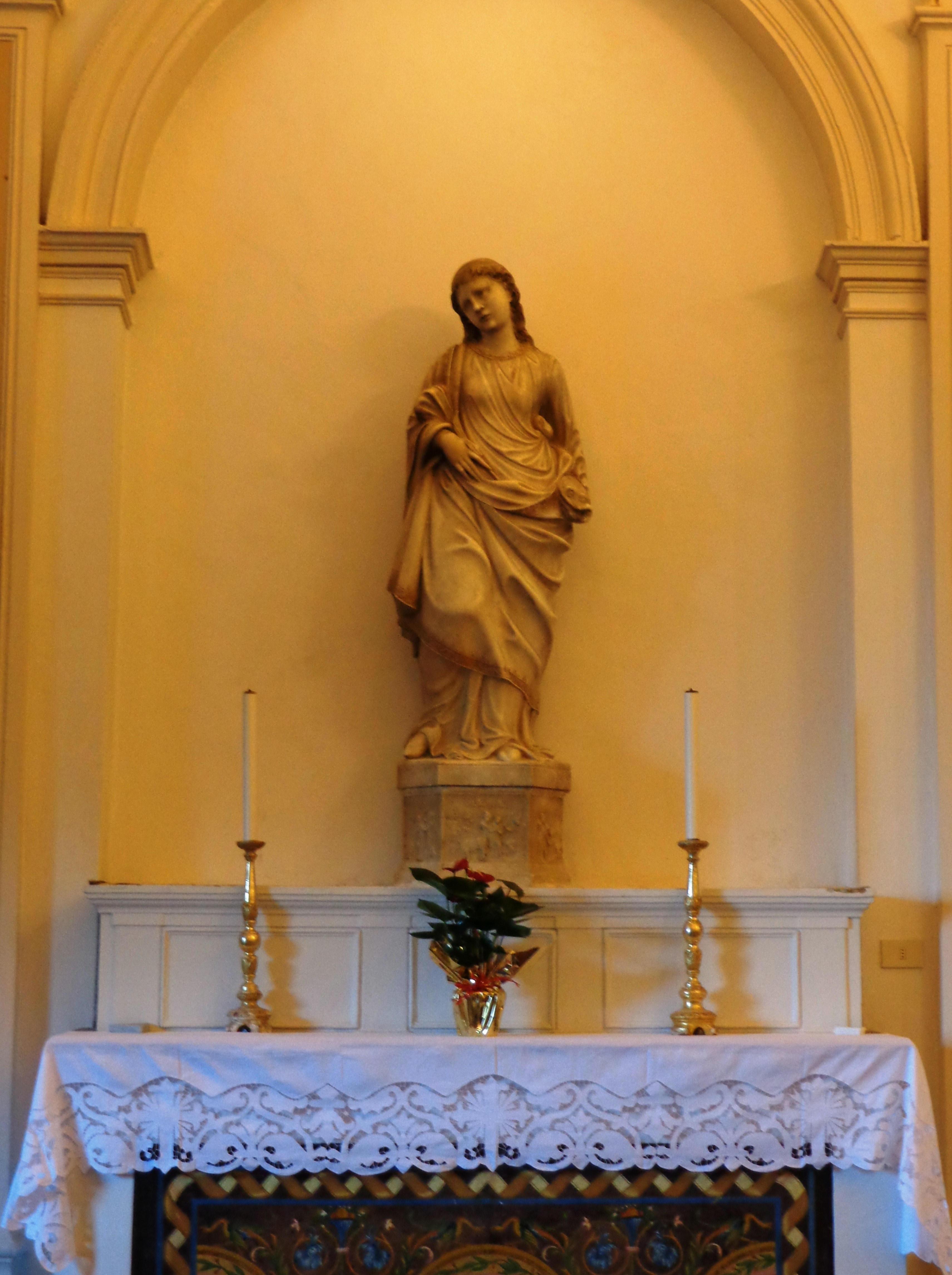
Statua di Santa Lucia, chiesa di Sant'Agata di Castroreale.

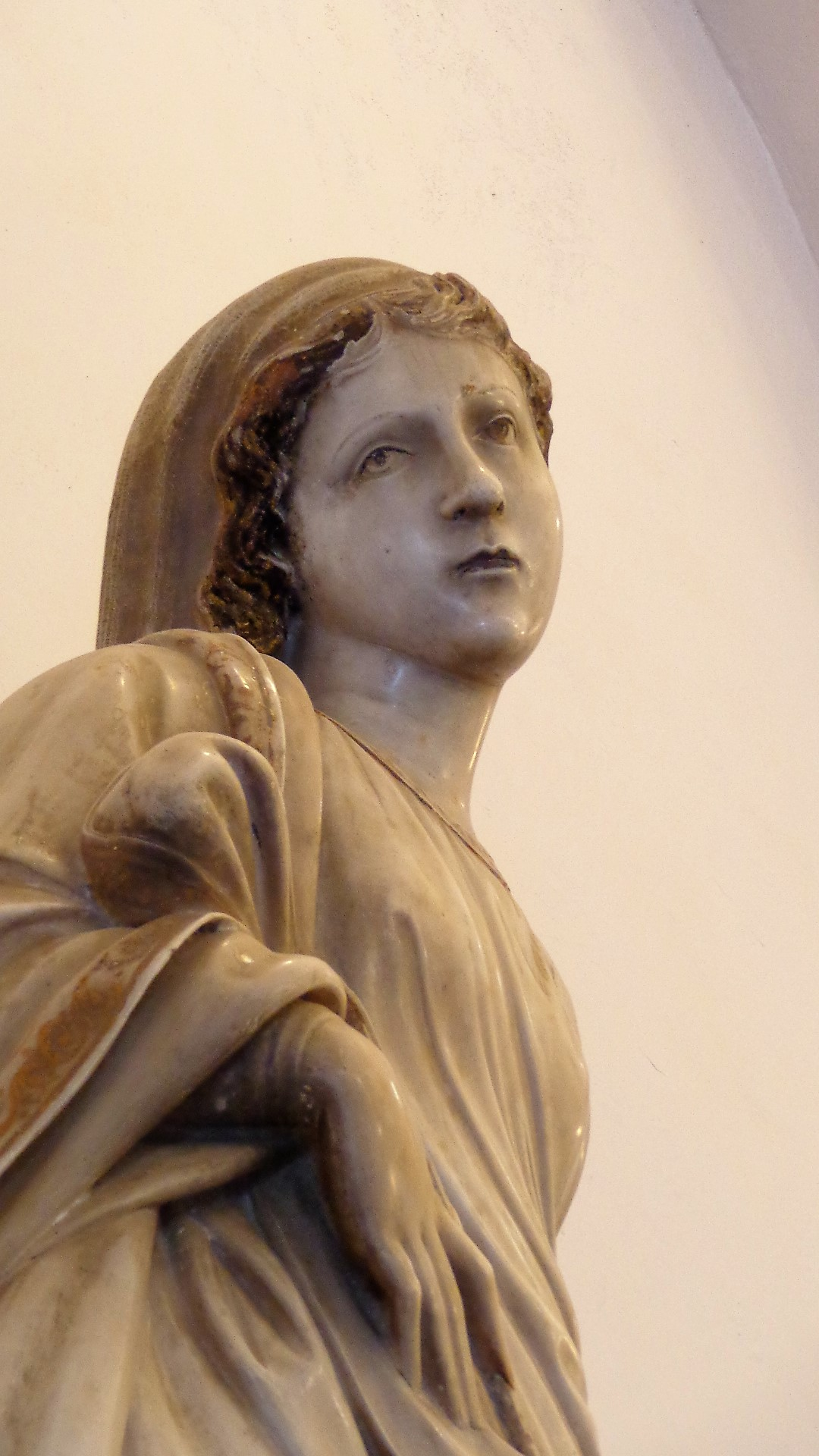
Santa Lucia dettaglio, chiesa di Sant'Agata di Castroreale.

Giandomenico Mazzolo o Giovanni Domenico Mazzola (XVI secolo – XVI secolo) è stato uno scultore italiano.

## Biografia
Giandomenico Mazzolo, figlio di Giovan Battista Mazzolo, continua l'attività di famiglia.

## Opere
- 1486, chiostro e pozzo, manufatti marmorei realizzati in collaborazione con il padre Giovan Battista Mazzolo, Antonello Freri e Domenico Gagini, opere documentate nel convento di San Francesco all'Immacolata di Messina.
- 1533, san Basilio Magno, statua marmorea, in collaborazione con il padre Giovan Battista, opera destinata alla chiesa della frazione di Sant'Agata (1535) e custodita nella chiesa di Gesù e Maria di Cataforio.[1]
- 1543, sepolcro, monumento funebre per Violante Fimia, manufatto marmoreo realizzato in collaborazione con il padre Giovan Battista e documentato a Siracusa.[2]
- 1544, fonte, monumento marmoreo con raffigurazione di Orfeo, manufatto realizzato e documentato a Messina.[3]
- 1544, fonte, monumento marmoreo, manufatto realizzato e documentato a Forza d'Agrò.[3]
- 1544, portale, manufatto marmoreo realizzato in collaborazione del padre Giovan Battista, commissione d'opera documentata nella chiesa di Santa Maria del Piliere presso il Palazzo Reale di Messina.[4]
- 1546, santa Lucia, statua marmorea, presenta il piedistallo con bassorilievi raffiguranti episodi legati alla vita della santa, l'iconografia mostra la martire con la palma del martirio retta sul braccio destro, con la mano sinistra reca la patena contenente gli occhi. Opera custodita nella chiesa di Sant'Agata di Castroreale.
- 1561, decorazioni, manufatti marmorei con 14 bassorilievi raffiguranti scene della Passione, Morte e Risurrezione di Gesù, realizzati a ornamento dell'ingresso della Cappella del Crocifisso della cattedrale metropolitana di Sant'Agata di Catania.[5]